# (510) Mabella
(510) Mabella ist ein Asteroid des Hauptgürtels, der am 20. Mai 1903 von Raymond Smith Dugan entdeckt wurde.
Der Asteroid erhielt seinen Namen nach der Ehefrau Mabel Loomis Todd des US-amerikanischen Astronomen David Peck Todd.